# نیچیرن
نیچیرن (به ژاپنی: 日蓮 Nichiren) (۱۲۲۲–۱۲۸۲ میلادی) بنیانگذار بوداگرایی نیچیرن یکی از بزرگ‌ترین فرقه‌های آیین بودایی ژاپنی است.

## عقاید

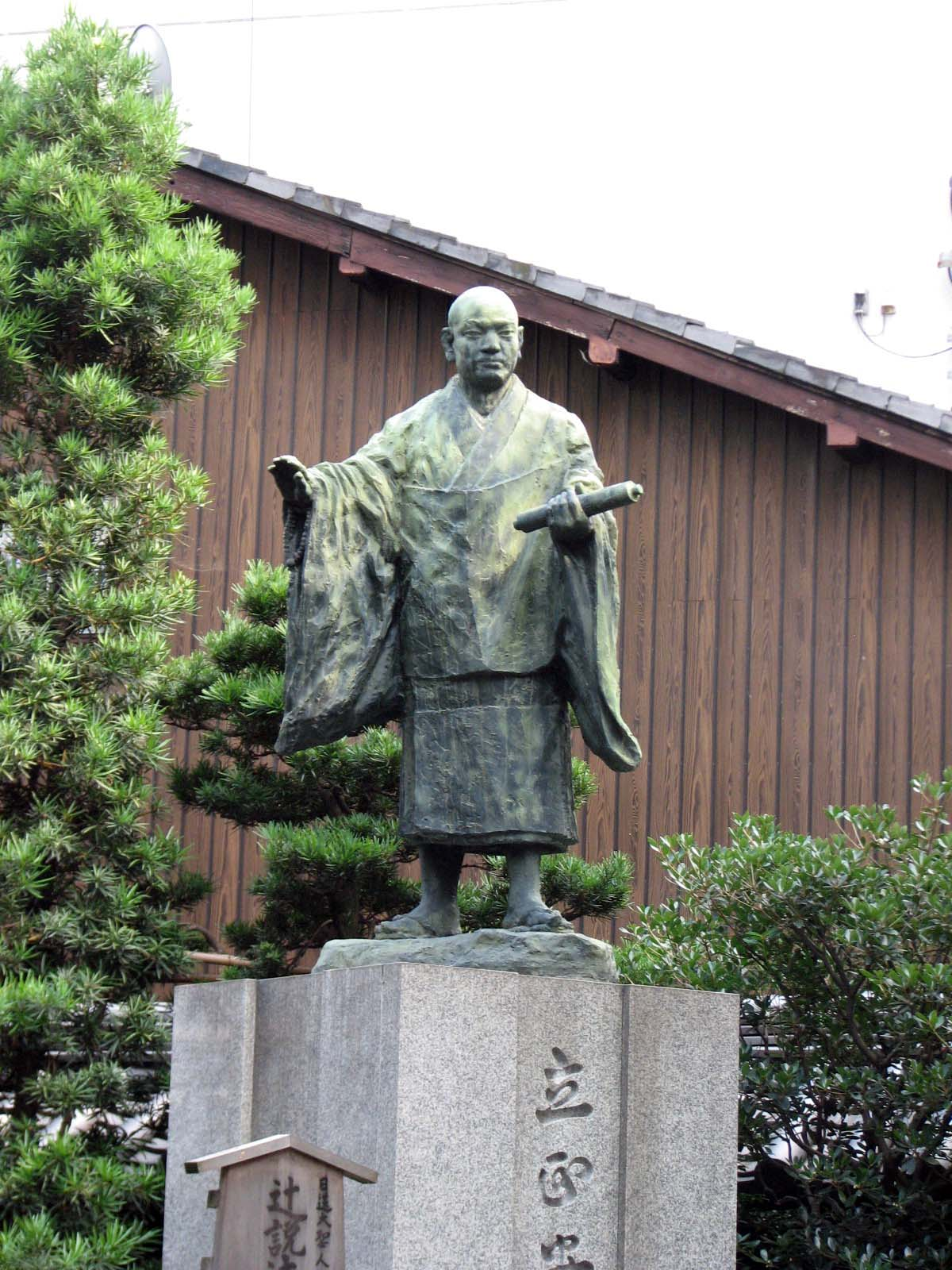
مجسمه نیچیرن

نیچیرن یک مصلح پر حرارت در دوره کاماکورا بود. وی بر این اعتقاد بود که همه تفاسیر فرقه‌گرایانه آن زمان و از جمله آمیداگرایی و ذن از معنای حقیقی بودیزم منحرف شده است. وی پس از تحصیل در مؤسسه تندای در کوه هیئی سرانجام به این نتیجه رسید که بودیزم حقیقی را باید در تعالیم سوره نیلوفر پیدا کرد و بنابراین تصمیم گرفت که به اصلاح بودیزم ژاپنی بپردازد. وی به تعلیم و تبلیغ نظریات و اصول عقاید لوتوس سوتره پرداخت و مدعی شد که هر کس این ذکر را تکرار کند که «ستایش بر سوترهٔ لوتوس قانون حقیقی» به فضلیت اخلاقی دست خواهد یافت و در روی همین زمین بهشت نصیبش خواهد شد. لیکن وی همچنین به تدریج تعالیم فرقه‌های موجود را بدعت آمیز خواند و آنها را تحقیر و سرزنش و حتی به سیاست‌های حکومت در کاماکورا نیز حمله کرد. هر چند مقامات دینی و سیاسی وی را با بی رحمی آزار دادند، تعداد پیروانش به سرعت از مرز چندین هزار نفر فراتر رفت. آنان چنان تحت تأثیر روح ناآرام و مزاج آتشین نیچیرن قرار داشتند که چندان طولی نکشید که به عامل مهمی در حیات دینی ملت ژاپن تبدیل شدند. در سال ۱۲۵۳ نیچیرن نخستین بار نظریه خویش را دربارهٔ سوره نیلوفر (لوتوس سوتره) علناً اظهار کرد و لذا پیروان او که بعدها بوداگرایی نیچیرن را شکل دادند سرمنشأ تاریخی ایمان مذهبی خویش را همان تاریخ ۱۲۵۳ می‌دانند.

## پیش‌بینی

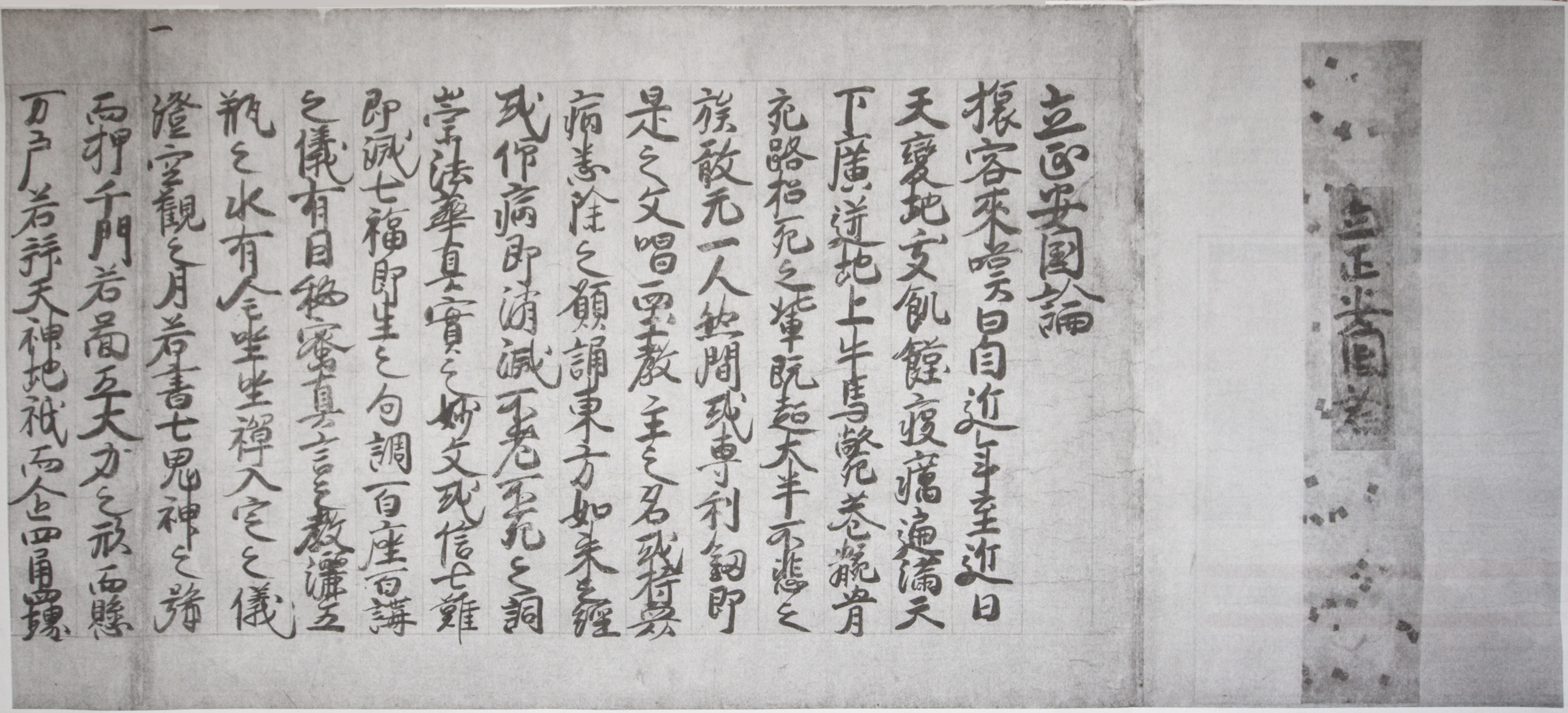
نسخه‌ای از ریشو آنکوکورون

ریشو آنکوکورون مدرکی است تاریخی که توسط نیچیرن بنیانگذار بوداگرایی نیچیرن در دوره کاماکورا (۱۳۳۳ تا ۱۱۸۵ میلادی) تدوین شده و در ۳۱ اوت سال ۱۲۶۰ میلادی به پنجمین شیکن، هوجو توکی‌یوری ارسال کرد.
پس از آغاز شوکا (دوره) در سال ۱۲۵۷، فاجعه‌های گوناگونی از قبیل زلزله، توفان، بیماری واگیر و قحطی پی در پی در ژاپن اتفاق افتاد. در این نامه نیچیرن دلایل بروز چنین فاجعه‌هایی را نداشتن اعتقاد به سوره نیلوفر و رواج عقاید فرقه جودو دانسته است.
همچنین پیش‌بینی کرده است که اگر وضع به همین منوال باقی بماند در کشور جنگ داخلی و حمله کشورهای خارجی رخ داده و کشور نابود خواهد شد. راه پیشگیری را نیز برگشت به راه درست و اعتقاد به سوره نیلوفر دانسته است.
از آنجائیکههوجو توکی‌یوری اعتقاد بسیاری به آئین ذن داشت این نامه را انتقادی به دولت خود دانسته و سال بعد نیچیرن را دستگیر و به ولایت ایزو تبعید کرد. پس از مرگ توکی‌یوری در سال ۱۲۶۸ میلادی فرستادگان مغول نامه قوبلای خان را به دولت ژاپن تسلیم کردند و در نهایت این امر به حمله مغول به ژاپن منجر شد. از طرف دیگر در سال ۱۲۷۲، در طی شورش ماه دوم شوگون هشتم هوجو توکیمونه نابرادری خود را کشت و همچنین امپراتور گو-فوکاکوسا با امپراتور کامه‌یاما درگیر شد که جلوه‌ای از یک جنگ داخلی را به نمایش گذاشت.
در سال ۱۲۶۸ نیچیرن بار دیگر ریشو آنکوکورون را بازنویسی و ارسال کرد. وی در مجموع سه بار این نامه را بازنویس خطاب به دولت ارسال کرده و هر بار اظهار داشت که این بلاها تا وقتی اصلاح دینی صورت نگیرد ادامه خواهد یافت.